# Evangelisch-Lutherisches Dekanat Selb
Das Evangelisch-Lutherische Dekanat Selb ist eines der 15 Dekanate des Kirchenkreises Bayreuth. Zurzeit übt Volker Pröbstl das Amt des Dekans aus.

## Geschichte
Das Dekanat Selb und das Dekanat Wunsiedel haben einen gemeinsamen Ursprung. Die brandenburg-kulmbachische Superintendentur Wunsiedel wurde 1558 mit folgenden Pfarreien errichtet: Arzberg, Bernstein, Höchstädt, Kirchenlamitz, Marktleuthen, Oberröslau, Schirnding, Selb, Thiersheim, Thierstein, Weißenstadt und Wunsiedel. zum 7. Dezember 1810 wurde die Superintendentur in ein bayerisches Dekanat umgewandelt. Am 5. November 1849 wurde das Dekanat Kirchenlamitz errichtet und folgende Pfarreien vom Dekanat Wunsiedel übernommen: Kirchenlamitz, Marktleuthen, Oberröslau, Schönwald, Selb, Spielberg und Weißenstadt. Der Dekanatssitz wurde 1925 nach Selb verlegt. Ab 1935 erfolgte die Umbenennung in Dekanat Selb. 1954 wurden Oberröslau und Weißenstadt an Wunsiedel abgegeben. Aus Wunsiedel kamen gleichzeitig Höchstädt, Hohenberg und Thierstein zu Selb.

## Kirchengemeinden
Zum Dekanatsbezirk Selb gehören folgende elf Kirchengemeinden mit ihren Kirchengebäuden:
- Erkersreuth, Kirche Zum Guten Hirten in Erkersreuth und Martin-Luther-Kirche in Selb-Plößberg
- Hohenberg an der Eger, St. Elisabeth (Mitte 13. Jh.)
- Höchstädt im Fichtelgebirge, St. Peter und Paul
- Kirchenlamitz, Michaeliskirche
- Pfarrei Marktleuthen
  - Kirchengemeinde Großwendern, Auferstehungskirche
  - Kirchengemeinde Marktleuthen, St. Nikolaus
- Pfarrei Schönwald
  - Kirchengemeinde Schönwald, Ev. Pfarrkirche
  - Kirchengemeinde Spielberg, Evangelische Kirche
- Selb – Christuskirche
- Selb – Stadtkirche St. Andreas
- Thierstein, St. Michael